# Ivar Böhling

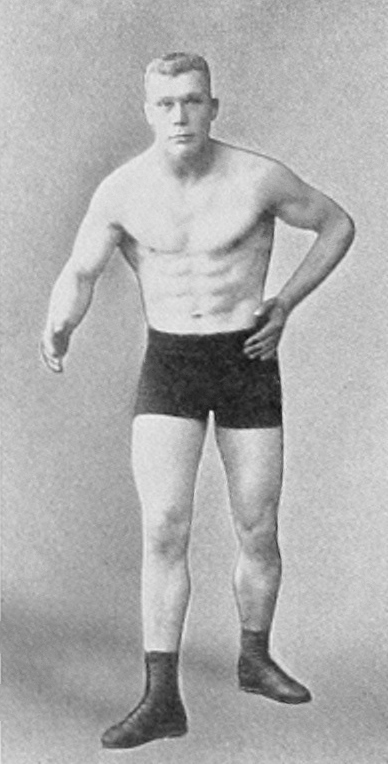
Ivar Böhling 1912

Ivar Theodor Böhling (* 10. September 1889 in Ingå; † 12. Januar 1929 in Wyborg) war ein finnischer Ringer im griechisch-römischen Stil. Ivar Böhling startete 1912 in Stockholm bei den Olympischen Spielen, wo er eine Silbermedaille gewann.

## Werdegang
Im März 1911 konnte sich Ivar Böhling, der dem Helsingin Atleettiklubi (HAK) angehörte, in Wyborg zum ersten Mal die finnische Meisterschaft sichern. Er nahm vom 25. bis zum 28. März 1911 auch an der inoffiziellen Weltmeisterschaft im griechisch-römischen Stil im Halbschwergewicht teil. Bei dieser Meisterschaft hatte er 13 Kämpfe zu bestreiten, weil jeder Ringer seiner Gewichtsklasse gegen jeden anderen Ringer antreten musste. Dabei rang er u. a. gegen Alfred Asikainen, Finnland, den späteren Sieger, unentschieden, verlor aber gegen Anders Ahlgren aus Schweden und Arvo Lumme aus Finnland. In der Endabrechnung belegte er den 7. Platz.
Ein Jahr später gewann er im Halbschwergewicht die Silbermedaille bei den Olympischen Spielen in Stockholm. Der Finalkampf gegen den einheimischen Anders Ahlgren dauerte 9 Stunden, ohne dass ein Ringer zum Sieger erklärt werden konnte. Beide, sowohl Ahlgren als auch Böhling erhielten die Silbermedaille. Die goldene wurde nicht vergeben.
1913 wurde er erneut finnischer Meister im Halbschwergewicht. 1914 startete bei den in Wien ausgetragenen inoffiziellen Europameisterschaften. Er kämpfte nur gegen Österreicher und wurde letztendlich Sieger vor Alois Toduschek.
1915 und 1916 wurde er noch einmal finnischer Meister, beide Male im Schwergewicht über 82,5 kg. Wobei er 1915 vor dem vierfachen finnischen Meister und dem späteren Olympiasieger von Antwerpen, Adolf Lindfors den ersten Platz errang.
1916 trat Ivar Böhling zu den Berufsringern über, beendete aber schon 1920 seine Ringerkarriere.

## Internationale Meisterschaften
| Jahr | Platz  | Wettbewerb            | Gewichtsklasse | Ergebnisse |
| 1911 | 7.     | inoff. WM in Helsinki | Halbschwer     | nach einem Unentschieden gegen Anders Ahlgren, Schweden, Siegen über M. Barsow, Russland, Karl Lind und Otto Pynnönen, beide Finnland, einem Unentschieden gegen Johan Andersson, Schweden, einem Sieg über Oskar Henriksson, Finnland, Niederlagen gegen Arvo Lumme und Oscar Wiklund, beide Finnland, Unentschieden gegen Oskari Kumpu und Hjalmar Grip, beide Finnland, einem Sieg über Claes Johanson, Schweden, einem Unentschieden gegen Alfred Asikainen, Finnland und einem Sieg über August Jokinen, Finnland |
| 1912 | Silber | OS in Stockholm       | Halbschwer     | nach Siegen über Edouard Martin, Frankreich, Karl Groß und Peter Öhler, beide Deutschland, Harald Christensen, Dänemark und Fritz Lange, Deutschland und einem Kampf ohne Entscheidung gegen Anders Ahlgren, Schweden |
| 1914 | 1.     | inoff. EM in Wien     | Halbschwer     | vor Alois Toduschek, Franz Kawan und Johann Trestler, alle Österreich |

## Finnische Meisterschaften
| Jahr | Platz | Gewichtsklasse | Ergebnisse                           |
| 1911 | 1.    | Halbschwer     | vor Kalle Lindh und Arvi Saaristo    |
| 1913 | 1.    | Halbschwer     | vor M. Hämäläinen und August Mattson |
| 1915 | 1.    | Schwer         | vor Adolf Lindfors und M. Kokko      |
| 1916 | 1.    | Schwer         | vor Kalle Viljanmaa                  |

Erläuterungen
- alle Wettkämpfe im griechisch-römischen Stil
- OS = Olympische Spiele, WM = Weltmeisterschaft, EM = Europameisterschaft
- Halbschwer, damals bis 82,5 kg, Schwergewicht, ab 82,5 kg Körpergewicht